# Mistrzostwa Świata Juniorów w Hokeju na Lodzie 2013/I Dywizja
Mistrzostwa Świata Juniorów w Hokeju na Lodzie I dywizji 2013 odbyły się w dwóch państwach: we Francji (Amiens) oraz na Ukrainie (Donieck). Zawody rozgrywane są w dniach 9–15 grudnia (dywizja IA) i 10–16 grudnia (dywizja 1B).
W mistrzostwach drugiej dywizji uczestniczyło 12 zespołów, które zostały podzielone na dwie grupy po 6 zespołów. Rozgrywały one mecze systemem każdy z każdym. Pierwsza oraz druga drużyna turnieju grupy A awansowały do mistrzostw świata elity w 2014 roku, ostatni zespół grupy A zagrał rok później w grupie B, zastępując zwycięzcę turnieju grupy B. Najsłabsza drużyna grupy B spadła do drugiej dywizji.
Hale, w których odbyły się zawody to:
- Amiens Coliseum (Amiens)
- Pałac Sportowy Drużba (Donieck)

## Grupa A
| 9 grudnia 2012 | Słowenia | 0:2 | Białoruś | Amiens Coliseum, Amiens |

| Szczegóły      | Szczegóły | Szczegóły       | Szczegóły                                   | Szczegóły                                                                                |
| -------------- | --------- | --------------- | ------------------------------------------- | ---------------------------------------------------------------------------------------- |
| Godzina: 12:00 |           | (0:1, 0:1, 0:0) | 03:06 (SH) A. Haurus 31:01 (EQ) J. Lisawiec | Widzów: 223 Sędzia główny: Tom Darnell Sędziowie liniowi: Matthieu Barbez Thomas Caillot |
| Godzina: 12:00 | 16 min.   |                 | 10 min.                                     | Widzów: 223 Sędzia główny: Tom Darnell Sędziowie liniowi: Matthieu Barbez Thomas Caillot |

| 9 grudnia 2012 | Austria | 1:4 | Norwegia | Amiens Coliseum, Amiens |

| Szczegóły      | Szczegóły                   | Szczegóły       | Szczegóły                                                                           | Szczegóły                                                                                         |
| -------------- | --------------------------- | --------------- | ----------------------------------------------------------------------------------- | ------------------------------------------------------------------------------------------------- |
| Godzina: 15:30 | J. Bischofberger (EQ) 27:08 | (0:1, 1:1, 0:2) | 14:34 (PP) S. Weberg 24:25 (EQ) A. Heier 55:16 (EQ) M. Søberg 55:55 (EQ) E. F. Salo | Widzów: 588 Sędzia główny: Anssi Salonen Sędziowie liniowi: Scott Dalgleish Jacques Riisom-Birker |
| Godzina: 15:30 | 18 min.                     |                 | 10 min.                                                                             | Widzów: 588 Sędzia główny: Anssi Salonen Sędziowie liniowi: Scott Dalgleish Jacques Riisom-Birker |

| 9 grudnia 2012 | Francja | 2:5 | Dania | Amiens Coliseum, Amiens |

| Szczegóły      | Szczegóły                                        | Szczegóły       | Szczegóły | Szczegóły                                                                                |
| -------------- | ------------------------------------------------ | --------------- | --- | ---------------------------------------------------------------------------------------- |
| Godzina: 19:00 | A. Rioux (PP) 02:24 C. di Dio Balsamo (EQ) 37:18 | (1:1, 1:2, 0:2) | 06:46 (EQ) P. Rasmussen 22:31 (EQ) Ma. Højbjerg 27:10 (PP) Ma. Højbjerg 43:02 (SH) T. Søndergaard 58:43 (EN) O. Bjorkstrand | Widzów: 1796 Sędzia główny: Juraj Konc Sędziowie liniowi: Andreas Kowert David Tschirner |
| Godzina: 19:00 | 12 min.                                          |                 | 16 min. | Widzów: 1796 Sędzia główny: Juraj Konc Sędziowie liniowi: Andreas Kowert David Tschirner |

| 10 grudnia 2012 | Białoruś | 2:0 | Austria | Amiens Coliseum, Amiens |

| Szczegóły      | Szczegóły                                           | Szczegóły       | Szczegóły | Szczegóły                                                                               |
| -------------- | --------------------------------------------------- | --------------- | --------- | --------------------------------------------------------------------------------------- |
| Godzina: 12:00 | R. Kolenczukow (EQ) 30:46 R. Kolenczukow (EQ) 45:37 | (0:0, 1:0, 1:0) |           | Widzów: 206 Sędzia główny: Juraj Konc Sędziowie liniowi: Matthieu Barbez Thomas Caillot |
| Godzina: 12:00 | 6 min.                                              |                 | 20 min.   | Widzów: 206 Sędzia główny: Juraj Konc Sędziowie liniowi: Matthieu Barbez Thomas Caillot |

| 10 grudnia 2012 | Dania | 4:3 | Słowenia | Amiens Coliseum, Amiens |

| Szczegóły      | Szczegóły                                                                                      | Szczegóły       | Szczegóły                                                       | Szczegóły                                                                                         |
| -------------- | ---------------------------------------------------------------------------------------------- | --------------- | --------------------------------------------------------------- | ------------------------------------------------------------------------------------------------- |
| Godzina: 15:30 | O. Bjorkstrand (EQ) 19:27 O. Bjorkstrand (EQ) 31:20 N. Meyer (EQ) 37:24 T. Spelling (EQ) 44:08 | (1:1, 2:1, 1:1) | 05:32 (SH) G. Koblar 31:10 (PP) J. Podrekar 52:51 (EQ) L. Kalan | Widzów: 189 Sędzia główny: Thomas Chmielewski Sędziowie liniowi: David Tschirner Sotaro Yamaguchi |
| Godzina: 15:30 | 8 min.                                                                                         |                 | 14 min.                                                         | Widzów: 189 Sędzia główny: Thomas Chmielewski Sędziowie liniowi: David Tschirner Sotaro Yamaguchi |

| 10 grudnia 2012 | Norwegia | 3:1 | Francja | Amiens Coliseum, Amiens |

| Szczegóły      | Szczegóły                                                     | Szczegóły       | Szczegóły            | Szczegóły                                                                                       |
| -------------- | ------------------------------------------------------------- | --------------- | -------------------- | ----------------------------------------------------------------------------------------------- |
| Godzina: 19:00 | J. Karterud (EQ) 19:16 A. Heier (PP) 43:35 M. Hoff (PP) 51:27 | (1:1, 0:0, 2:0) | 09:13 (EQ) P. Crinon | Widzów: 1515 Sędzia główny: Tom Darnell Sędziowie liniowi: Andreas Kowert Jacques Riisom-Birker |
| Godzina: 19:00 | 10 min.                                                       |                 | 14 min.              | Widzów: 1515 Sędzia główny: Tom Darnell Sędziowie liniowi: Andreas Kowert Jacques Riisom-Birker |

| 12 grudnia 2012 | Dania | 8:3 | Austria | Amiens Coliseum, Amiens |

| Szczegóły      | Szczegóły | Szczegóły       | Szczegóły                                                  | Szczegóły                                                                                 |
| -------------- | --- | --------------- | ---------------------------------------------------------- | ----------------------------------------------------------------------------------------- |
| Godzina: 12:00 | S. Ehlers (EQ) 09:11 N. Kisum (SH) 15:41 M. B. Hansen (EQ) 19:11 S. Ehlers (EQ) 22:45 M. Højbjerg (EQ) 24:32 S. Ehlers (PP) 28:07 N. Meyer (PP) 31:44 O. Bjorkstrand (PP) 50:57 | (3:1, 4:1, 1:1) | 01:32 (EQ) D. Ban 38:31 (EA) A. Cijan 57:29 (PP) C. Duller | Widzów: 152 Sędzia główny: Tom Darnell Sędziowie liniowi: Andreas Kowert Sotaro Yamaguchi |
| Godzina: 12:00 | 12 min. |                 | 20 min.                                                    | Widzów: 152 Sędzia główny: Tom Darnell Sędziowie liniowi: Andreas Kowert Sotaro Yamaguchi |

| 12 grudnia 2012 | Białoruś | 2:4 | Norwegia | Amiens Coliseum, Amiens |

| Szczegóły      | Szczegóły                                   | Szczegóły       | Szczegóły                                                                           | Szczegóły                                                                                       |
| -------------- | ------------------------------------------- | --------------- | ----------------------------------------------------------------------------------- | ----------------------------------------------------------------------------------------------- |
| Godzina: 15:30 | J. Kuncewicz (EQ) 15:10 B. Zozon (EQ) 52:13 | (1:2, 0:1, 1:1) | 10:25 (EQ) A. Heier 15:23 (EQ) A. Heier 36:30 (PP) J. Knutsen 59:59 (EN) J. Knutsen | Widzów: 505 Sędzia główny: Thomas Chmielewski Sędziowie liniowi: Thomas Caillot Scott Dalgleish |
| Godzina: 15:30 | 14 min.                                     |                 | 14 min.                                                                             | Widzów: 505 Sędzia główny: Thomas Chmielewski Sędziowie liniowi: Thomas Caillot Scott Dalgleish |

| 12 grudnia 2012 | Francja | 0:5 | Słowenia | Amiens Coliseum, Amiens |

| Szczegóły      | Szczegóły | Szczegóły       | Szczegóły                                                                                                | Szczegóły                                                                                          |
| -------------- | --------- | --------------- | --- | -------------------------------------------------------------------------------------------------- |
| Godzina: 19:00 |           | (0:1, 0:1, 0:3) | 16:44 (EQ) M. Pesjak 37:31 (EQ) L. Petelin 46:01 (PEN) G. Koblar 48:48 (PP) N. Humar 58:05 (PP) N. Humar | Widzów: 1469 Sędzia główny: Anssi Salonen Sędziowie liniowi: Jacques Riisom-Birker David Tschirner |
| Godzina: 19:00 | 24 min    |                 | 10 min                                                                                                   | Widzów: 1469 Sędzia główny: Anssi Salonen Sędziowie liniowi: Jacques Riisom-Birker David Tschirner |

| 13 grudnia 2012 | Norwegia | 3:2 pd. | Dania | Amiens Coliseum, Amiens |

| Szczegóły      | Szczegóły                                                            | Szczegóły            | Szczegóły                                  | Szczegóły                                                                               |
| -------------- | -------------------------------------------------------------------- | -------------------- | ------------------------------------------ | --------------------------------------------------------------------------------------- |
| Godzina: 12:00 | M. Trettenes (EQ) 10:54 J. Knutsen (PP) 52:00 J. Karterud (EQ) 63:23 | (1:2, 0:0, 1:0, 1:0) | 04:26 (EQ) P. Russell 13:25 (PP) S. Ehlers | Widzów: 219 Sędzia główny: Juraj Konc Sędziowie liniowi: Andreas Kowert David Tschirner |
| Godzina: 12:00 | 8 min.                                                               |                      | 28 min.                                    | Widzów: 219 Sędzia główny: Juraj Konc Sędziowie liniowi: Andreas Kowert David Tschirner |

| 13 grudnia 2012 | Słowenia | 4:3 pk. | Austria | Amiens Coliseum, Amiens |

| Szczegóły      | Szczegóły                                                                          | Szczegóły                 | Szczegóły                                                                     | Szczegóły                                                                                  |
| -------------- | ---------------------------------------------------------------------------------- | ------------------------- | ----------------------------------------------------------------------------- | ------------------------------------------------------------------------------------------ |
| Godzina: 15:30 | N. Truden (PP) 04:34 M. Pesjak (EQ) 41:01 L. Kalan (PP) 59:41 G. Koblar (SO) 65:00 | (1:0, 0:3, 2:0, 0:0, 1:0) | 27:07 (EQ) P. Kreuzer 29:42 (EQ) J. Bischofberger 35:02 (EQ) J. Bischofberger | Widzów: 240 Sędzia główny: Anssi Salonen Sędziowie liniowi: Matthieu Barbez Thomas Caillot |
| Godzina: 15:30 | 6 min.                                                                             |                           | 41 min.                                                                       | Widzów: 240 Sędzia główny: Anssi Salonen Sędziowie liniowi: Matthieu Barbez Thomas Caillot |

| 13 grudnia 2012 | Białoruś | 9:3 | Francja | Amiens Coliseum, Amiens |

| Szczegóły      | Szczegóły | Szczegóły       | Szczegóły                                                     | Szczegóły                                                                                          |
| -------------- | --- | --------------- | ------------------------------------------------------------- | -------------------------------------------------------------------------------------------------- |
| Godzina: 19:00 | A. Haurus (EQ) 00:25 D. Ambrażejczyk (PP) 03:37 J. Samokszin (PP) 18:58 A. Haurus (EQ) 23:16 D. Dalidowicz (PP) 25:29 D. Załamaj (EQ) 28:13 Iwan Dunajew (EQ) 39:42 A. Haurus (EQ) 46:53 Iwan Dunajew (EQ) 51:30 | (3:2, 4:1, 2:0) | 02:32 (PP) A. Rioux 06:52 (EQ) S. Barbero 22:34 (EQ) A. Rioux | Widzów: 1514 Sędzia główny: Thomas Chmielewski Sędziowie liniowi: Scott Dalgleish Sotaro Yamaguchi |
| Godzina: 19:00 | 10 min. |                 | 18 min.                                                       | Widzów: 1514 Sędzia główny: Thomas Chmielewski Sędziowie liniowi: Scott Dalgleish Sotaro Yamaguchi |

| 15 grudnia 2012 | Norwegia | 5:1 | Słowenia | Amiens Coliseum, Amiens |

| Szczegóły      | Szczegóły                                                                                                 | Szczegóły       | Szczegóły           | Szczegóły                                                                                       |
| -------------- | --- | --------------- | ------------------- | ----------------------------------------------------------------------------------------------- |
| Godzina: 12:00 | A. Heier (EQ) 05:40 I. Håland (EQ) 39:54 E. Salsten (EQ) 49:36 S. Weberg (EQ) 51:59 J. Knutsen (PP) 55:03 | (1:0, 1:1, 3:0) | 39:40 (PP) L. Kalan | Widzów: 483 Sędzia główny: Tom Darnell Sędziowie liniowi: Matthieu Barbez Jacques Riisom-Birker |
| Godzina: 12:00 | 6 min. |                 | 12 min.             | Widzów: 483 Sędzia główny: Tom Darnell Sędziowie liniowi: Matthieu Barbez Jacques Riisom-Birker |

| 15 grudnia 2012 | Dania | 1:4 | Białoruś | Amiens Coliseum, Amiens |

| Szczegóły      | Szczegóły                 | Szczegóły       | Szczegóły                                                                                     | Szczegóły                                                                                         |
| -------------- | ------------------------- | --------------- | --------------------------------------------------------------------------------------------- | ------------------------------------------------------------------------------------------------- |
| Godzina: 15:30 | O. Bjorkstrand (EQ) 59:55 | (0:0, 0:3, 1:1) | 23:02 (EQ) A. Kałasznikow 23:56 (EQ) D. Załamaj 36:37 (EA) R. Kołencukow 42:48 (PP) A. Haurus | Widzów: 1001 Sędzia główny: Thomas Chmielewski Sędziowie liniowi: Andreas Kowert Sotaro Yamaguchi |
| Godzina: 15:30 | 14 min.                   |                 | 18 min.                                                                                       | Widzów: 1001 Sędzia główny: Thomas Chmielewski Sędziowie liniowi: Andreas Kowert Sotaro Yamaguchi |

| 15 grudnia 2012 | Austria | 6:3 | Francja | Amiens Coliseum, Amiens |

| Szczegóły      | Szczegóły | Szczegóły       | Szczegóły                                                      | Szczegóły                                                                                 |
| -------------- | --- | --------------- | -------------------------------------------------------------- | ----------------------------------------------------------------------------------------- |
| Godzina: 19:00 | J. Bischofberger (PP) 04:04 P. Kreuzer (EQ) 07:21 P. Kreuzer (EQ) 19:30 S. Fellinger (EQ) 45:02 J. Bischofberger (PP) 46:24 J. Bischofberger (PP) 55:43 | (3:2, 0:1, 3:0) | 01:07 (EQ) A. Rioux 12:27 (PP) D. Thillet 30:51 (EQ) Y. Millet | Widzów: 2017 Sędzia główny: Juraj Konc Sędziowie liniowi: Scott Dalgleish David Tschirner |
| Godzina: 19:00 | 10 min |                 | 14 min                                                         | Widzów: 2017 Sędzia główny: Juraj Konc Sędziowie liniowi: Scott Dalgleish David Tschirner |

Tabela
| Lp. | Zespół   | M | W | WpD | PpD | P | G + | G – | +/- | Pkt |
| --- | -------- | - | - | --- | --- | - | --- | --- | --- | --- |
| 1   | Norwegia | 5 | 4 | 1   | 0   | 0 | 19  | 7   | +12 | 14  |
| 2   | Białoruś | 5 | 4 | 0   | 0   | 1 | 19  | 8   | +11 | 12  |
| 3   | Dania    | 5 | 3 | 0   | 1   | 1 | 20  | 15  | +5  | 10  |
| 4   | Słowenia | 5 | 1 | 1   | 0   | 3 | 13  | 14  | -1  | 5   |
| 5   | Austria  | 5 | 1 | 0   | 1   | 3 | 13  | 21  | -8  | 4   |
| 6   | Francja  | 5 | 0 | 0   | 0   | 5 | 9   | 28  | -19 | 0   |

Lp. = lokata, M = liczba rozegranych spotkań, W = Wygrane, WpD = Wygrane po dogrywce lub karnych, PpD = Porażki po dogrywce lub karnych, P = Porażki, G+ = Gole strzelone, G- = Gole stracone, Pkt = Liczba zdobytych punktów,       = awans do elity       = pozostanie w I dywizji, grupy A       = spadek do I dywizji, grupy B

## Grupa B
Wyniki
| 10 grudnia 2012 | Polska | 6:3 | Kazachstan | Pałac Sportowy Drużba, Donieck |

| Szczegóły      | Szczegóły | Szczegóły       | Szczegóły                                                                   | Szczegóły                                                                                 |
| -------------- | --- | --------------- | --------------------------------------------------------------------------- | ----------------------------------------------------------------------------------------- |
| Godzina: 12:00 | K. Guzik (PP) 00:24 F. Starzyński (EQ) 11:29 K. Guzik (EQ) 25:42 F. Starzyński (EQ) 30:54 D. Zarotyński (EQ) 35:23 D. Zarotyński (PP) 55:33 | (2:1, 3:1, 1:1) | 09:08 (PP) J. Tolepbergen 24:49 (EQ) J. Sergienko 48:04 (EQ) J. Tolepbergen | Widzów: 432 Sędzia główny: Savice Fabre Sędziowie liniowi: Andrij Bakumienko Peter Sefcik |
| Godzina: 12:00 | 14 min. |                 | 43 min.                                                                     | Widzów: 432 Sędzia główny: Savice Fabre Sędziowie liniowi: Andrij Bakumienko Peter Sefcik |

| 10 grudnia 2012 | Chorwacja | 0:3 | Włochy | Pałac Sportowy Drużba, Donieck |

| Szczegóły      | Szczegóły | Szczegóły       | Szczegóły                                                    | Szczegóły                                                                                   |
| -------------- | --------- | --------------- | ------------------------------------------------------------ | ------------------------------------------------------------------------------------------- |
| Godzina: 15:30 |           | (1:2, 0:1, 1:1) | 24:53 (EQ) M. Borghi 29:47 (PP) A. Frei 39:14 (EQ) M. Stevan | Widzów: 213 Sędzia główny: Tobias Wehrli Sędziowie liniowi: Ołeksandr Goworun Balazs Kovacs |
| Godzina: 15:30 | 12 min.   |                 | 10 min.                                                      | Widzów: 213 Sędzia główny: Tobias Wehrli Sędziowie liniowi: Ołeksandr Goworun Balazs Kovacs |

| 10 grudnia 2012 | Ukraina | 2:1 pk. | Wielka Brytania | Pałac Sportowy Drużba, Donieck |

| Szczegóły      | Szczegóły                                      | Szczegóły                 | Szczegóły              | Szczegóły                                                                           |
| -------------- | ---------------------------------------------- | ------------------------- | ---------------------- | ----------------------------------------------------------------------------------- |
| Godzina: 19:00 | M. Martyszko (EQ) 23:36 W. Zacharow (SO) 65:00 | (0:0, 1:1, 0:0, 0:0, 1:0) | 26:28 (EQ) A. Connolly | Widzów: 1618 Sędzia główny: Linus Ohlund Sędziowie liniowi: Orjan Ahlan Milan Zrnic |
| Godzina: 19:00 | 16 min.                                        |                           | 6 min.                 | Widzów: 1618 Sędzia główny: Linus Ohlund Sędziowie liniowi: Orjan Ahlan Milan Zrnic |

| 12 grudnia 2012 | Kazachstan | 5:0 | Chorwacja | Pałac Sportowy Drużba, Donieck |

| Szczegóły      | Szczegóły | Szczegóły       | Szczegóły | Szczegóły                                                                                      |
| -------------- | --- | --------------- | --------- | ---------------------------------------------------------------------------------------------- |
| Godzina: 12:00 | A. Kuraczew (EQ) 34:35 J. Sergienko (EQ) 51:20 A. Kuraczew (EQ) 52:18 N. Mikailis (EQ) 57:58 A. Likotnikow (EQ) 59:29 | (0:0, 1:0, 4:0) |           | Widzów: 341 Sędzia główny: Władimir Proskurow Sędziowie liniowi: Orjan Ahlen Ołeksandr Goworun |
| Godzina: 12:00 | 6 min. |                 | 6 min.    | Widzów: 341 Sędzia główny: Władimir Proskurow Sędziowie liniowi: Orjan Ahlen Ołeksandr Goworun |

| 12 grudnia 2012 | Wielka Brytania | 2:6 | Polska | Pałac Sportowy Drużba, Donieck |

| Szczegóły      | Szczegóły                                   | Szczegóły       | Szczegóły | Szczegóły                                                                                |
| -------------- | ------------------------------------------- | --------------- | --- | ---------------------------------------------------------------------------------------- |
| Godzina: 15:30 | J. Griffin (PP) 06:18 J. Watkins (EQ) 10:40 | (2:1, 0:2, 0:3) | 17:50 (PP) K. Guzik 24:33 (PP) R. Nalewajka 37:21 (PP) A. Domogała 48:19 (PP) Ł. Nalewajka 48:34 (EQ) M. Kalinowski 51:11 (EQ) P. Huzarski | Widzów: 234 Sędzia główny: Tobias Wehrli Sędziowie liniowi: Peter Sefcik Florian Widmann |
| Godzina: 15:30 | 14 min.                                     |                 | 16 min. | Widzów: 234 Sędzia główny: Tobias Wehrli Sędziowie liniowi: Peter Sefcik Florian Widmann |

| 12 grudnia 2012 | Włochy | 3:1 | Ukraina | Pałac Sportowy Drużba, Donieck |

| Szczegóły      | Szczegóły                                                              | Szczegóły       | Szczegóły               | Szczegóły                                                                                 |
| -------------- | ---------------------------------------------------------------------- | --------------- | ----------------------- | ----------------------------------------------------------------------------------------- |
| Godzina: 19:00 | M. Borghi(EQ) 39:03 R. Andergassen (EQ) 51:12 A. Trivellato (EN) 59:37 | (2:1, 0:2, 0:3) | 14:28 (EQ) M. Martyszko | Widzów: 1278 Sędzia główny: Savice Fabre Sędziowie liniowi: Orjan Ahlen Andrij Bakumienko |
| Godzina: 19:00 | 10 min.                                                                |                 | 10 min.                 | Widzów: 1278 Sędzia główny: Savice Fabre Sędziowie liniowi: Orjan Ahlen Andrij Bakumienko |

| 13 grudnia 2012 | Wielka Brytania | 4:0 | Chorwacja | Pałac Sportowy Drużba, Donieck |

| Szczegóły      | Szczegóły                                                                | Szczegóły       | Szczegóły | Szczegóły                                                                                |
| -------------- | ------------------------------------------------------------------------ | --------------- | --------- | ---------------------------------------------------------------------------------------- |
| Godzina: 12:00 | L. Ferrara (EQ) 02:57 J. Musil (EQ) 41:14 L. Ferrara (EQ) 43:07 M. Selby | (1:0, 0:0, 3:0) |           | Widzów: 392 Sędzia główny: Savice Fabre Sędziowie liniowi: Ołeksandr Goworun Milan Zrnic |
| Godzina: 12:00 | 8 min.                                                                   |                 | 6 min.    | Widzów: 392 Sędzia główny: Savice Fabre Sędziowie liniowi: Ołeksandr Goworun Milan Zrnic |

| 13 grudnia 2012 | Kazachstan | 2:1 | Włochy | Pałac Sportowy Drużba, Donieck |

| Szczegóły      | Szczegóły                                         | Szczegóły       | Szczegóły            | Szczegóły                                                                                |
| -------------- | ------------------------------------------------- | --------------- | -------------------- | ---------------------------------------------------------------------------------------- |
| Godzina: 15:30 | A. Sagadiejew (EQ) 13:50 A. Sagadiejew (EQ) 48:08 | (1:0, 0:0, 1:1) | 54:23 (EQ) M. Borghi | Widzów: 248 Sędzia główny: Linus Ohlund Sędziowie liniowi: Ołeksandr Goworun Milan Zrnic |
| Godzina: 15:30 | 6 min.                                            |                 | 6 min.               | Widzów: 248 Sędzia główny: Linus Ohlund Sędziowie liniowi: Ołeksandr Goworun Milan Zrnic |

| 13 grudnia 2012 | Ukraina | 2:0 | Polska | Pałac Sportowy Drużba, Donieck |

| Szczegóły      | Szczegóły                                        | Szczegóły       | Szczegóły | Szczegóły                                                                                      |
| -------------- | ------------------------------------------------ | --------------- | --------- | ---------------------------------------------------------------------------------------------- |
| Godzina: 19:00 | W. Kurskij (EQ) 28:18 O. Janiszewskij (EQ) 37:49 | (0:0, 2:0, 0:0) |           | Widzów: 1310 Sędzia główny: Władimir Proskurow Sędziowie liniowi: Peter Sefcik Florian Widmann |
| Godzina: 19:00 | 4 min.                                           |                 | 6 min.    | Widzów: 1310 Sędzia główny: Władimir Proskurow Sędziowie liniowi: Peter Sefcik Florian Widmann |

| 15 grudnia 2012 | Włochy | 6:0 | Wielka Brytania | Pałac Sportowy Drużba, Donieck |

| Szczegóły      | Szczegóły | Szczegóły       | Szczegóły | Szczegóły                                                                                      |
| -------------- | --- | --------------- | --------- | ---------------------------------------------------------------------------------------------- |
| Godzina: 12:00 | M. Sulmann-Pilser (EQ) 21:09 D. Elliscasis (EQ) 22:39 M. Castlunger (EQ) 23:50 L. Frigo (EQ) 27:18 D. Maffia (EQ) 54:34 D. Testori (EQ) 58:17 | (0:0, 4:0, 2:0) |           | Widzów: 715 Sędzia główny: Władimir Proskurow Sędziowie liniowi: Balazs Kovacs Florian Widmann |
| Godzina: 12:00 | 10 min. |                 | 14 min.   | Widzów: 715 Sędzia główny: Władimir Proskurow Sędziowie liniowi: Balazs Kovacs Florian Widmann |

| 15 grudnia 2012 | Polska | 5:0 | Chorwacja | Pałac Sportowy Drużba, Donieck |

| Szczegóły      | Szczegóły | Szczegóły       | Szczegóły | Szczegóły                                                                                    |
| -------------- | --- | --------------- | --------- | -------------------------------------------------------------------------------------------- |
| Godzina: 15:30 | M. Pawelski (EQ) 17:10 K. Guzik (EQ) 19:50 K. Guzik (EQ) 24:44 M. Kalinowski (PP) 34:21 A. Kostek (PP) 51:26 | (2:0, 2:0, 1:0) |           | Widzów: 634 Sędzia główny: Linus Ohlund Sędziowie liniowi: Ołeksandr Goworun Florian Widmann |
| Godzina: 15:30 | 6 min. |                 | 14 min.   | Widzów: 634 Sędzia główny: Linus Ohlund Sędziowie liniowi: Ołeksandr Goworun Florian Widmann |

| 15 grudnia 2012 | Kazachstan | 2:1 pk. | Ukraina | Pałac Sportowy Drużba, Donieck |

| Szczegóły      | Szczegóły                                        | Szczegóły                 | Szczegóły            | Szczegóły                                                                             |
| -------------- | ------------------------------------------------ | ------------------------- | -------------------- | ------------------------------------------------------------------------------------- |
| Godzina: 19:00 | D. Fisienko (PP) 32:06 J. Tolepbergen (SO) 65:00 | (0:0, 1:0, 0:1, 0:0, 1:0) | 54:23 (EQ) M. Borghi | Widzów: 1794 Sędzia główny: Tobias Wehrli Sędziowie liniowi: Orjan Ahlen Peter Sefcik |
| Godzina: 19:00 | 2 min.                                           |                           | 6 min.               | Widzów: 1794 Sędzia główny: Tobias Wehrli Sędziowie liniowi: Orjan Ahlen Peter Sefcik |

| 16 grudnia 2012 | Włochy | 2:3 | Polska | Pałac Sportowy Drużba, Donieck |

| Szczegóły      | Szczegóły                                          | Szczegóły       | Szczegóły                                                   | Szczegóły                                                                             |
| -------------- | -------------------------------------------------- | --------------- | ----------------------------------------------------------- | ------------------------------------------------------------------------------------- |
| Godzina: 11:00 | R. Andergassen (EQ) 12:16 M. Castlunger (EQ) 34:51 | (1:0, 1:1, 0:2) | 39:34 (EQ) K. Guzik 43:39 (EQ) K. Guzik 57:28 (EQ) K. Guzik | Widzów: 935 Sędzia główny: Linus Ohlund Sędziowie liniowi: Balazs Kovacs Peter Sefcik |
| Godzina: 11:00 | 10 min.                                            |                 | 2 min.                                                      | Widzów: 935 Sędzia główny: Linus Ohlund Sędziowie liniowi: Balazs Kovacs Peter Sefcik |

| 16 grudnia 2012 | Wielka Brytania | 1:4 | Kazachstan | Pałac Sportowy Drużba, Donieck |

| Szczegóły      | Szczegóły              | Szczegóły       | Szczegóły                                                                                          | Szczegóły                                                                                     |
| -------------- | ---------------------- | --------------- | -------------------------------------------------------------------------------------------------- | --------------------------------------------------------------------------------------------- |
| Godzina: 14:30 | A. Connolly (EQ) 09:29 | (1:2, 0:0, 0:2) | 09:03 (EQ) A. Likotnikow 12:39 (EQ) J. Tolepbergen 48:03 (EQ) S. Koszelew 56:47 (EQ) A. Likotnikow | Widzów: 614 Sędzia główny: Władimir Proskurow Sędziowie liniowi: Orjan Ahlen Andrij Bakumenko |
| Godzina: 14:30 | 8 min.                 |                 | 4 min.                                                                                             | Widzów: 614 Sędzia główny: Władimir Proskurow Sędziowie liniowi: Orjan Ahlen Andrij Bakumenko |

| 16 grudnia 2012 | Chorwacja | 1:2 | Ukraina | Pałac Sportowy Drużba, Donieck |

| Szczegóły      | Szczegóły             | Szczegóły       | Szczegóły                                      | Szczegóły                                                                                |
| -------------- | --------------------- | --------------- | ---------------------------------------------- | ---------------------------------------------------------------------------------------- |
| Godzina: 18:00 | L. Mikulic (EQ) 55:31 | (0:1, 0:0, 1:1) | 01:23 (EQ) R. Romaszenko 53:57 (PP) W. Kurskij | Widzów: 1971 Sędzia główny: Tobias Wehrli Sędziowie liniowi: Florian Widmann Milan Zrnic |
| Godzina: 18:00 | 14 min.               |                 | 4 min.                                         | Widzów: 1971 Sędzia główny: Tobias Wehrli Sędziowie liniowi: Florian Widmann Milan Zrnic |

Tabela
| Lp. | Zespół          | M | W | WpD | PpD | P | G + | G – | +/- | Pkt |
| --- | --------------- | - | - | --- | --- | - | --- | --- | --- | --- |
| 1   | Polska          | 5 | 4 | 0   | 0   | 1 | 20  | 9   | +11 | 12  |
| 2   | Kazachstan      | 5 | 3 | 1   | 0   | 1 | 16  | 9   | +7  | 11  |
| 3   | Włochy          | 5 | 3 | 0   | 0   | 2 | 15  | 6   | +9  | 9   |
| 4   | Ukraina         | 5 | 2 | 1   | 1   | 1 | 8   | 7   | +1  | 9   |
| 5   | Wielka Brytania | 5 | 1 | 0   | 1   | 3 | 8   | 18  | -10 | 4   |
| 6   | Chorwacja       | 5 | 0 | 0   | 0   | 5 | 1   | 19  | -18 | 0   |

Lp. = lokata, M = liczba rozegranych spotkań, W = Wygrane, WpD = Wygrane po dogrywce lub karnych, PpD = Porażki po dogrywce lub karnych, P = Porażki, G+ = Gole strzelone, G- = Gole stracone, Pkt = Liczba zdobytych punktów,       = awans do dywizji I grupy A       = pozostanie w I dywizji, grupy B       = spadek do II dywizji, grupy A
Statystyki indywidualne
- Klasyfikacja strzelców:  Kacper Guzik – 8 goli
- Klasyfikacja asystentów:  Adam Domogała – 7 asyst
- Klasyfikacja kanadyjska:  Kacper Guzik – 11 punktów
- Klasyfikacja +/-:  Kacper Guzik – +7
- Klasyfikacja skuteczności interwencji bramkarzy:  Mychajło Szewczuk – 96,47%
- Klasyfikacja średniej goli straconych na mecz bramkarzy:  Walerij Siewidow – 0,50

Nagrody indywidualne
Dyrektoriat turnieju wybrał trójkę najlepszych zawodników na każdej pozycji:
- Bramkarz:  Mychajło Szewczuk
- Obrońca:  Alex Trivellato
- Napastnik:  Kacper Guzik